# Ruta 93 (Uruguay)
La ruta 93 es una de las rutas nacionales de Uruguay, ubicada en el departamento de Maldonado.

## Trazado
Con una longitud total de 10,2 km, nace en su empalme con la Ruta 9, km 95 de la Ruta Interbalneria, y se extiende hasta el km 115,200, a la altura del Arroyo El Potrero, donde continúa como Ruta 10. Su trazado coincide totalmente con la Ruta Interbalnearia.